# Me and a Gun
Me and a Gun – utwór Tori Amos, będący pierwszym singlem z jej debiutanckiego albumu studyjnego, zatytułowanego Little Earthquakes. Jest to pierwszy solowy utwór artystki po rozstaniu się z zespołem Y Kant Tori Read.
W 2003 roku ukazał się na składankowym albumie "Tales of a Librarian".
Piosenka ta nawiązuje też do okładki płyty "Boys for Pele" z 1996 roku na której widać Tori siedzącą na krześle z karabinem w dłoni.

## Lista utworów
CD single, 12" single
1. "Silent All These Years" – 4:11
2. "Upside Down" – 4:22
3. "Me and a Gun" – 3:42
4. "Thoughts" – 2:36

7" single
1. "Silent All These Years" – 4:11
2. "Me and a Gun" – 3:42